# IC 2521
IC 2521 ist eine Balken-Spiralgalaxie vom Hubble-Typ SBbc im Sternbild Kleiner Löwe am Nordsternhimmel. Sie ist schätzungsweise 392 Millionen Lichtjahre von der Milchstraße entfernt.
Das Objekt wurde am 12. Mai 1896 von Stéphane Javelle entdeckt.